# Adam West

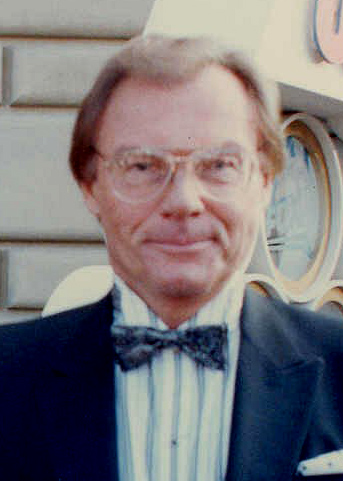
Adam West 1989 bei der Emmy-Verleihung (Foto: Alan Light)

Adam West, eigentlich William West Anderson, (* 19. September 1928 in Walla Walla, Washington; † 9. Juni 2017 in Los Angeles, Kalifornien) war ein US-amerikanischer Schauspieler und Synchronsprecher. West wurde durch seine Verkörperung von Batman in der gleichnamigen Fernsehserie bekannt, die von 1966 bis 1968 im US-amerikanischen Fernsehen ausgestrahlt wurde.

## Leben
William West Anderson West besuchte die Lakeside High School in Seattle, danach machte er seinen Abschluss am nahe gelegenen Whitman College (Hauptfächer: Literatur und Psychologie). Kurz darauf heiratete er. Er diente zwei Jahre in der U.S. Army, arbeitete als DJ, Truck-Fahrer und Cowboy und reiste dann mit seiner Frau durch Europa, wo er zeitweise als Milchmann arbeitete. Schließlich ließ er sich auf Hawaii nieder, wo er eine Rolle in der Unterhaltungssendung The Kini Popo Show erhielt. Dort ließ er sich von seiner ersten Frau scheiden und heiratete eine Hawaiianerin.
Durch diverse Rollen in Film und Fernsehen im Laufe der 1960er Jahre wurde William Dozier auf West Anderson aufmerksam und engagierte ihn für die Fernsehserie Batman. William West Anderson alias Adam West behauptete einmal, ihm sei die Nachfolge Sean Connerys für die Rolle des James Bond angeboten worden, nachdem dieser seinen Posten abgegeben hatte. Beinahe, so West, sei er zwei der „drei großen Bs“ der Sechziger gewesen: Bond, Batman und The Beatles.
In der fiktiven Stadt Gotham City, häufiger Spielort von Batman, wurde die Westward Bridge – auch – nach West benannt.
Die Batman-Serie war auch international ein Erfolg, sodass während ihrer Laufzeit ebenfalls ein auf ihr basierender Film produziert wurde. Nachdem die Serie eingestellt worden war, war es für Adam West schwer, sein Batman-Image loszuwerden und eine neue Rolle zu bekommen, da ihn das Publikum auf die Figur des Batman festgelegt hatte. Selbst seine Hauptrolle als zynischer Macho Johnny Cain in The Girl Who Knew Too Much änderte nichts an dieser Tatsache. Er hörte dennoch nach Batman nie auf zu arbeiten und spielte in den 1970er und 1980er Jahren in einer Reihe mittelklassiger Filme und erst gar nicht ausgestrahlter Fernsehpilotfolgen, unter anderem in The Happy Hooker Goes To Hollywood. 1977 kehrte er erstmals in die Rolle des Batman zurück, als er die Figur in der kurzlebigen Zeichentrickfortsetzung der 1960er-Serie Ein Fall für Batman übernahm. 1983 kehrte West erneut zu Batman zurück, diesmal als Sprecher in den animierten Super Friends-Cartoons als Nachfolger von Olan Soule.

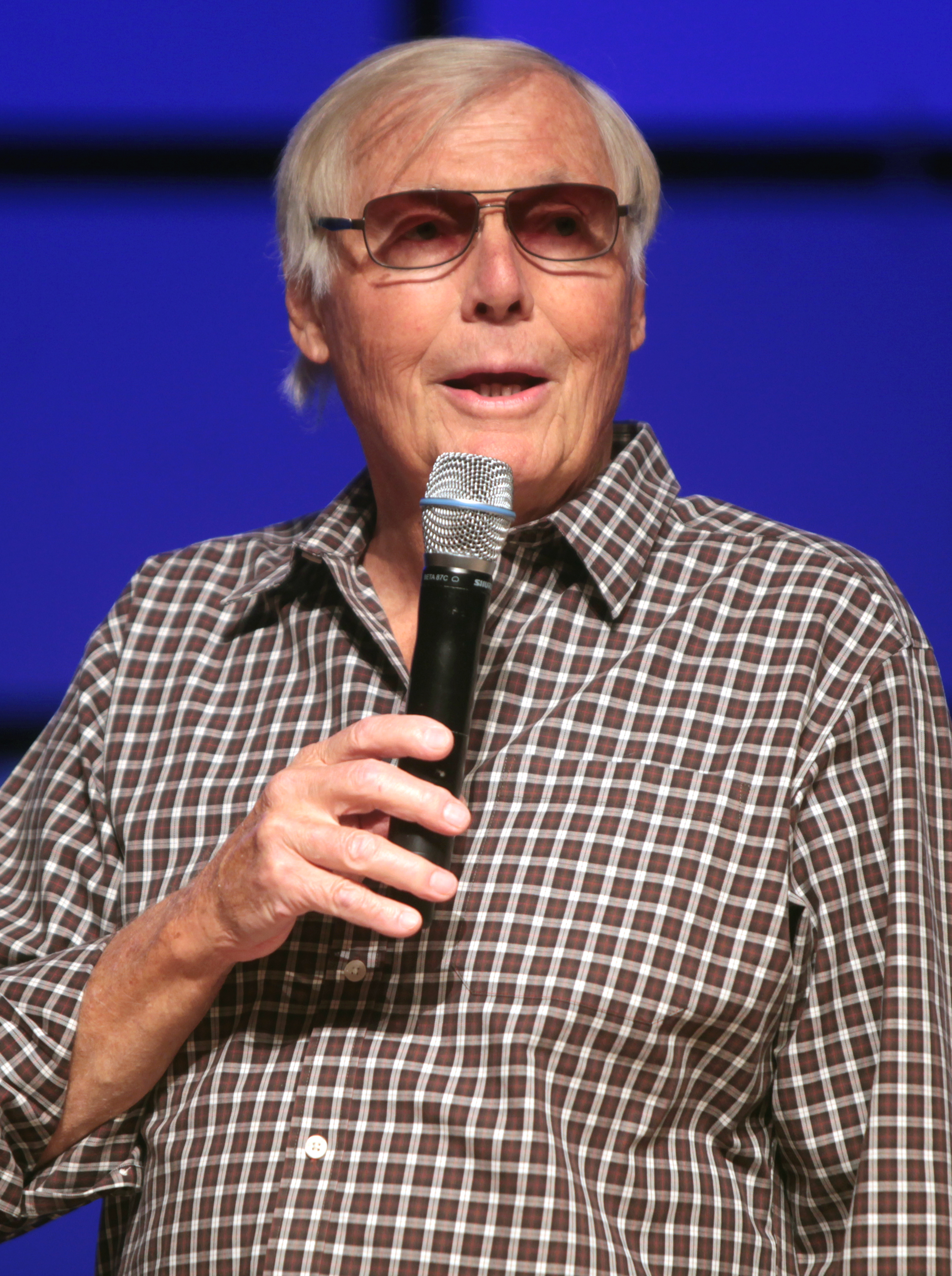
Adam West (2014)

In den 1990er Jahren erreichte er in einigen Kreisen Kultstatus durch Rollen in Filmen wie Groß wie Wassermelonen oder Gnadenlos schön. West war auch Sprecher für viele Zeichentrickcharaktere, unter anderem bei Die Simpsons und der Zeichentrickversion von Batman. 1991 spielte er in der Pilotfolge der Serie Lookwell einen durchgedrehten Fernseh-Actionhelden, der fälschlicherweise glaubt, er könne auch im echten Leben Kriminalfälle lösen. Die Pilotfolge, geschrieben von Conan O’Brien und Robert Smigel, hat inzwischen den Ruf, eine der witzigsten Serien zu sein, die nie von einem großen Fernsehsender angenommen wurden. Sie wurde später auf einem kleineren Kanal (Trio Channel) ausgestrahlt.
West hatte einen Kurzauftritt in der Zeichentrickversion von Batman des Fernsehsenders FOX. In der Folge Beware the Gray Ghost sprach West den Grauen Geist, der eine Hommage an die frühesten Superheldenfiguren wie The Shadow oder Crimson Avenger sein sollte.
In sechs Folgen der Zeichentrickserie Cosmo und Wanda – Wenn Elfen helfen sprach West die Rolle des alternden Schauspielers Adam West, der sich selbst nur in der Rolle des „Catman“ sieht. Darüber hinaus sprach West den semi-verrückten Bürgermeister Adam West der fiktiven Stadt Quahog, Rhode Island in der Zeichentrickserie Family Guy. In der achten Staffel der Fernsehserie King of Queens spielte West sich selbst.
Adam West starb am 9. Juni 2017 im Alter von 88 Jahren an Leukämie. Am Donnerstag, 15. Juni 2017 luden der Bürgermeister von Los Angeles, Eric Garcetti, und Polizeichef Charlie Beck ab der Abenddämmerung zu einer Würdigung auf den Platz vor dem Rathaus, auf dem hoch oben das Batman-Zeichen projiziert wurde. Mit-Schauspieler aus Batman waren Gäste, manche Besucher erschienen in Kostümen.
In dem 2023 veröffentlichtem Film The Flash hatte Adam West mit Hilfe der CGI-Technik einen Cameo-Auftritt als Batman.

## Filmografie (Auswahl)
- 1954–1955: The Philco Television Playhouse (Fernsehserie, 3 Folgen)
- 1958–1959: 77 Sunset Strip (Fernsehserie, 3 Folgen)
- 1959: Der Mann aus Philadelphia (The Young Philadelphians)
- 1959: Sugarfoot (Fernsehserie, Folgen 2×12, 3×01)
- 1959: Maverick (Fernsehserie, 3 Folgen)
- 1961: Bonanza (Fernsehserie, Folge 2×18)
- 1961, 1962: Kein Fall für FBI (The Detectives, Fernsehserie, 30 Folgen)
- 1961, 1963: Am Fuß der blauen Berge (Laramie, Fernsehserie, Folgen 2×15, 4×16)
- 1961: Westlich von Santa Fé (The Rifleman, Fernsehserie, Folge 3×31)
- 1961–1962: Perry Mason (Fernsehserie, Folgen 4×20, 6×01)
- 1962: Das letzte Kommando (Geronimo)
- 1963: Rauchende Colts (Gunsmoke, Fernsehserie, Folge 8×23)
- 1963: Ein Soldat steht im Regen (Soldier in the Rain)
- 1964: Verliebt in eine Hexe (Bewitched, Fernsehserie, Folge 1×13)
- 1964: Notlandung im Weltraum (Robinson Crusoe on Mars)
- 1965: Die Leute von der Shiloh Ranch (The Virginian, Fernsehserie, Folge 3×24)
- 1965: Die vier Geier der Sierra Nevada (I quattro inesorabili)
- 1966: Batman hält die Welt in Atem (Batman)
- 1966–1968: Batman (Fernsehserie, 120 Folgen)
- 1968: Big Valley (The Big Valley, Fernsehserie, Folge 4×01)
- 1972: Mannix (Fernsehserie, Folge 6×11)
- 1972: Alias Smith und Jones (Alias Smith and Jones, Fernsehserie, Folge 2×18)
- 1974: Der letzte Haufen der 7. Division (Partizani)
- 1974: Notruf California (Emergency!, Fernsehserie, Folge 4×14)
- 1977: Hardcore
- 1977: Make-up und Pistolen (Police Woman, Fernsehserie, Folge 4×02)
- 1977: The New Adventures of Batman (Fernsehserie, 17 Folgen)
- 1978: Um Kopf und Kragen (Hooper)
- 1980, 1984: Fantasy Island (Fernsehserie, Folgen 4×01, 7×19)
- 1983: Love Boat (Fernsehserie, Folge 6×16)
- 1983: Hart aber herzlich (Hart to Hart, Fernsehserie, S5E6: Spiel, Satz: Mord!)
- 1984: Die Brut der Gewalt (Hell Riders)
- 1985: Young Lady Chatterly II
- 1987: Mord ist ihr Hobby (Murder, She Wrote, Fernsehserie, Folge 3×16)
- 1987: Zombie Nightmare
- 1988: Hilfe, ich bin ein Außerirdischer (Doin' Time on Planet Earth)
- 1990: Zorro – Der schwarze Rächer (Zorro, Fernsehserie, Folge 2×01)
- 1990: Ein Mann für meine Tochter (Mad About You)
- 1990: Flash – Der Rote Blitz (The Flash, Fernsehserie, Folge 1×06)
- 1990: Omega Cop
- 1991: Das Pentagramm des Todes (Maxim Xul)
- 1993: Geschichten aus der Gruft (Tales from the Crypt, Fernsehserie, Folge 5×02)
- 1994: The New Age
- 1994: Hallo Schwester! (Nurses, Fernsehserie, Folge 3×22)
- 1995: Pete & Pete (The Adventures of Pete & Pete, Fernsehserie, Folgen 3×07–3×08)
- 1995: Superman – Die Abenteuer von Lois & Clark (Lois & Clark: The New Adventures of Superman, Fernsehserie, Folge 2×21)
- 1996: Die Fahrt ins Nirgendwo (Joyride)
- 1997: Murphy Brown (Fernsehserie, Folge 9×22)
- 1998: Diagnose: Mord (Diagnosis Murderer, Fernsehserie, Folge 6×07)
- 1999: Gnadenlos schön (Drop Dead Gorgeous)
- 1999: Pacific Blue – Die Strandpolizei (Pacific Blue, Fernsehserie, Folge 4×15)
- 2000: Groß wie Wassermelonen (The Size of Watermelons)
- 2000–2017: Family Guy (Zeichentrickserie, Stimme im Original in 85 Folgen)
- 2001: Seance
- 2003: Return to the Batcave: The Misadventures of Adam and Burt
- 2005: Himmel und Huhn (Chicken Little)
- 2005: King of Queens (The King of Queens, Fernsehserie, Folge 8×06)
- 2004–2006: The Batman (Zeichentrickserie, 6 Folgen)
- 2007: Triff die Robinsons (Meet the Robinsons)
- 2008: Springfield Story (Guiding Light, Fernsehserie, Folge 15,465)
- 2009: 30 Rock (Fernsehserie, Folge 3×16)
- 2011: Pizza Man
- 2016: The Big Bang Theory (Fernsehserie, Folge 9×17)
- 2017: Powerless (Fernsehserie, 2 Folgen)